# Lista över protoplanetariska nebulosor
Detta är en lista över protoplanetariska nebulosor.
| Namn                    | Bild | Stjärbild   | Anmärkningar                                                  |
| ----------------------- | ---- | ----------- | ------------------------------------------------------------- |
| Bumerangnebulosan       |      | Kentauren   | Det kallaste kända naturliga stället i universum (−272.15 °C) |
| Frostiga lejonnebulosan |      | Lejonet     |                                                               |
| Röda rektangelnebulosan |      | Enhörningen |                                                               |
| Äggnebulosan            |      | Svanen      |                                                               |
| M2-9                    |      |             |                                                               |
| IRAS 17150-3224         |      |             |                                                               |
| IRAS 17441-2411         |      | Skytten     |                                                               |
| IRAS 19024+0044         |      | Örnen       |                                                               |